# 로코모티프역
로코모티프역(러시아어: Локомотив)은 모스크바 지하철 모스크바 중앙 순환선의 역이다. 

## 역명
역명은 원래 역이 위치하는 지명을 반영하여 "체르키조보"라고 제정하려고 했지만 인근에 FC 로코모티프 모스크바 축구 클럽의 홈 경기가 개최되는 경기장인 RZD 아레나가 있어 로코모티프라는 역명을 갖게 되었다.

## 환승
로코모티프 역에서는 소콜니체스카야 선 체르키좁스카야 역으로 환승이 가능하다. 역사 내부와 지하로 연결되어 있어 환승이 편리하다.